# Острівська волость
Острівська волость — історична адміністративно-територіальна одиниця Васильківського повіту Київської губернії з центром у селі Острів.
Станом на 1886 рік складалася з 6 поселень, 5 сільських громад. Населення — 7078 осіб (4429 чоловічої статі та 3599 — жіночої), 1035 дворових господарств.
|                     | Площа, десятин | У тому числі орної, дес. |
| ------------------- | -------------- | ------------------------ |
| Сільських громад    | 7329           | 6101                     |
| Приватної власності | 3628           | 2195                     |
| Іншої власності     | 185            | 116                      |
| Загалом             | 11142          | 8412                     |

Основні поселення волості:
- Острів — колишнє власницьке село при річці Рось, 1958 осіб, 312 дворів, православна церква, школа, 3 постоялих будинки.
- Бирюки — колишнє власницьке село при річці Рось, 868 осіб, 115 дворів, православна церква, школа, 2 постоялих будинки.
- Насташка — колишнє власницьке село при річці Насташка, 2876 осіб, 447 дворів, православна церква, православна каплиця, католицька каплиця, єврейський молитовний будинок, школа,  постоялий двір, 6 постоялих будинків, 10 лавок, базари та 2 водяних млини.
- Пугачівка — колишнє власницьке село при річці Рось, 553 особи, 85 дворів, православна церква, постоялий будинок.
- Троцьке — колишнє власницьке село, 535 осіб, 72 двори, православна церква при річці Насташка, поштова станція, 2 постоялих будинки, лавка, водяний млин.

Старшинами волості були:
- 1909—1910 року — І. Я. Кікоть[2],[3];
- 1912—1915 роках — Микола Несторович Лобко[4],[5],[6].